# Гвардистало
Гвардистало (итал. Guardistallo) је насеље у Италији у округу Пиза, региону Тоскана.
Према процени из 2011. у насељу је живело 859 становника. Насеље се налази на надморској висини од 251 м.

## Становништво
| 1936. | 1951. | 1961. | 1971. | 1981. | 1991. | 2001. | 2011. |
| ----- | ----- | ----- | ----- | ----- | ----- | ----- | ----- |
| 1.926 | 2.006 | 1.544 | 1.122 | 1.002 | 938   | 1.026 | 1.254 |